# Ерсілья
Ерсілья (ісп. Ercilla) — селище в Чилі. Адміністративний центр однойменної комуни. Населення — 2065 осіб (2002). Селище і комуна входить до складу провінції Мальєко і регіону Арауканія.
Територія комуни — 499,7 км². Чисельність населення — 9196 жителів (2007). Щільність населення — 18,4 чол./км².

## Розташування
Селище розташоване за 76 км на північний схід від адміністративного центру області міста Темуко та за 42 км на південний схід від адміністративного центру провінції міста Анголь.
Комуна межує:
- на північному сході — з комуною Кольїпульї
- на півдні — з комуною Вікторія
- на південному заході — з комуною Трайгуєн
- на заході — з комуною Лос-Саусес
- на північному заході — з комуною Анголь

## Демографія
Згідно з даними, зібраними під час перепису Національним інститутом статистики, населення комуни становить 9196 осіб, з яких 4703 чоловіки та 4493 жінки.
Населення комуни становить 0,98 % від загальної чисельності населення регіону Арауканія. 71,87 % відносяться до сільського населення та 28,13 % — до міського населення.

### Найважливіші населені пункти комуни
- Ерсілья (селище) — 2065 мешканців
- Пайлауєке (селище) — 1173 мешканців